# Gang Signs & Prayer
Gang Signs & Prayer è il primo album in studio del rapper britannico Stormzy, pubblicato il 24 febbraio 2017 dalla Merky Records.
L'album ha raggiunto la vetta della Official Albums Chart nel Regno Unito, divenendo il primo album grime indipendente a raggiungere tale traguardo.

## Tracce
1. First Things First – 3:27
2. Cold – 2:36
3. Bad Boys (ft Ghetts & J Hus) – 4:06
4. Blinded by Your Grace, Pt. 1 – 2:40
5. Big for Your Boots – 3:58
6. Velvet/Jenny Francis (Interlude) – 5:39
7. Mr Skeng – 3:17
8. Cigarettes & Cush (ft Kehlani & Lily Allen) – 5:49
9. 21 Gun Salute (Interlude) (ft Wretch 32) – 2:26
10. Blinded by Your Grace, Pt. 2 (ft MNEK) – 3:50
11. Return of the Rucksack – 3:04
12. 100 Bags – 3:37
13. Don't Cry for Me (ft Raleigh Ritchie) – 3:34
14. Crazy Titch (Interlude) – 2:40
15. Shut Up – 2:46
16. Lay Me Bare – 5:04

## Formazione
- Stormzy – voce, produzione esecutiva
- Fraser T Smith – produzione (eccetto traccia 15), produzione esecutiva
- Mura Masa – produzione (traccia 1)
- Swifta Beater – produzione (traccia 2)
- E.Y Beats, 169 – produzione (traccia 3)
- Sir Spyro – produzione (tracce 5, 7 e 11)
- Kale – produzione (traccia 12)
- Wizzy Wow – produzione (traccia 13)
- XTC – produzione (traccia 15)

## Classifiche
| Classifica (2017)      | Posizione massima |
| ---------------------- | ----------------- |
| Australia              | 11                |
| Belgio (Fiandre)       | 86                |
| Belgio (Vallonia)      | 126               |
| Danimarca              | 12                |
| Finlandia              | 44                |
| Irlanda                | 1                 |
| Norvegia               | 22                |
| Nuova Zelanda          | 14                |
| Paesi Bassi            | 25                |
| Regno Unito            | 1                 |
| Regno Unito (download) | 1                 |
| Regno Unito (physical) | 2                 |
| Regno Unito (R&B)      | 1                 |
| Scozia                 | 2                 |
| Svezia                 | 34                |
| Svizzera               | 38                |